# مشكويية (فتح أباد)
مشكويية (بالفارسية: مشکوییه) هي قرية تقع في إيران في Fathabad Rural District.